# デンマーク水族館
デンマーク水族館（デンマークすいぞくかん）は、デンマークのシャルロッテンルンドにある水族館。およそ70の水槽があり、総容量は約1,000tである。1937年に建設が開始され、1939年に開館した。2013年にアマー島 Kastrup へ移転した。